# Reinhard Kannonier
Reinhard Kannonier (* 11. November 1947 in Spittal an der Drau) ist österreichischer Musikwissenschafter, Publizist, Hochschullehrer und ehemaliger Rektor der Kunstuniversität Linz.

## Leben
Reinhard Kannonier studierte an der Universität Graz Germanistik, Philosophie und Musikwissenschaften und absolvierte anschließend in Salzburg ein Doktoratsstudium Politik und Publizistik.
1980 wurde er Universitätsassistent am Institut für Zeitgeschichte der Universität Linz, dessen Institutsvorstand er 1998 wurde. Zudem hatte er die wissenschaftliche Leitung des Ludwig Boltzmann Instituts für Gesellschafts- und Kulturgeschichte gemeinsam mit Rudolf G. Ardelt und Helmut Konrad inne. 1992 bis 1993 war er am European University Institute in Florenz tätig.
Von 1987 bis 1990 war Kannonier als Nachfolger von Margareta Wöss Leiter der Musikdirektion des Linzer Brucknerhauses.
Ab 2000 war Kannonier Rektor der Kunstuniversität Linz, sein Vertrag lief bis September 2019. Im Februar 2019 wurde Brigitte Hütter zu seiner Nachfolgerin ab 1. Oktober 2019 gewählt.
Er ist Mitglied der SPÖ und lebt in Linz.

## Publikationen
- Bruchlinien in der Geschichte der modernen Kunstmusik, Böhlau, Wien, 1987.
- Zeitwenden und Stilwenden, Böhlau, Wien, 1984.
- Zentralismus oder Demokratie, Europaverlag, Wien, 1983.
- Zwischen Beethoven und Eisler, Europaverlag, Wien, 1981.